# كلايس مالمبيرغ
كلايس مالمبيرغ (11 مارس 1952 بالسويد - ) هو لاعب كرة قدم سويدي في مركز الوسط. لعب مع نادي مالمو ونادي لاندسكرونا ‏.

## وصلات خارجية
- كلايس مالمبيرغ على موقع الاتحاد الأوربي (الإنجليزية)
- كلايس مالمبيرغ على موقع قاعدة بيانات كرة القدم.إي يو (الإنجليزية)
- كلايس مالمبيرغ على موقع عالم كرة القدم.نت (الإنجليزية)